# Blaye
Blaye es una población y comuna francesa del departamento de Gironda en la región de Nueva Aquitania.
Su población en el censo de 2013 era de 4 730 habitantes.

## Historia
Antiguamente Blaye era un puerto de los sántonos. La tradición narra que el héroe Roldán y sus compañeros Oliveros y el obispo Turpin, principales personajes del medieval Cantar de Roldán, fueron enterrados en su basílica, consagrada a San Román, que estaba en el lugar de la ciudadela y cuyos restos son visibles todavía en la actualidad. Fue un importante fuerte, que jugó un papel destacado en las guerras contra los ingleses (quienes lo incendiaron en 1352) y también durante las guerras religiosas. importante puerto de la Liga Católica desde 1586, en sus inmediaciones se dieron dos batallas navales que terminaron con victoria española en 1591 y 1593. No pudiendo entrar las tropas reales de Enrique IV hasta el 14 de septiembre de 1594, una vez producida su conversión al catolicismo. La duquesa de Berry fue encarcelada allí entre 1832–1833.
El municipio se llamaba formalmente Blaye-et-Sainte-Luce, y fue renombrado a Blaye en junio de 1961.

## Demografía
| 4 291 | 4 355 | 4 051 | 4 559 | 4 286 | 4 666 | 4 730 |
| Para los censos de 1962 a 1999 la población legal corresponde a la población sin duplicidades (Fuente: INSEE [Consultar]) |       |       |       |       |       |       |

## Economía
Tiene un pequeño puerto fluvial, y comercia con vino, brandy, grano, fruta y madera. Su industria incluye la creación de pequeños navíos, la molienda harinera, y la manufactura de aceite y velas. Además, se produce en el distrito fino vino tinto. Varias son las denominaciones de origen del vino de Blaye: Blaye blanc, Blaye rouge, Côtes de Blaye, Premières Côtes de Blaye blanc y Premières Côtes de Blaye rouge.

## Hermanamiento
- Tárrega, España (1984).